# VG Cats
VG Cats abreviación en inglés para "Videogame Cats" ("gatos de videojuegos") es un webcómic creado por el canadiense Scott Ramsoomair y protagonizado por dos gatos que frecuentemente se ven involucrados en situaciones que parodian o critican videojuegos populares.

## Historia
VG Cats aparece oficialmente el 1 de septiembre de 2001. VG Cats se actualiza oficialmente los lunes, pero debido al enorme trabajo que requiere hacer una historieta, y a un trabajo alterno como superhéroe Scott menciona que a veces le es imposible entregarlo a tiempo.

## Personajes
Los personajes principales son Leo y Aeris; el autor tomó los nombres de sus mascotas y los utilizó como modelos para su historieta. Además de los protagonistas también aparecen personajes como Pantsman, Krug, el Dr. Hobo, Ternaldo, Johnny, y Major Payne.

### Leo
Su nombre completo es: Leo Leonardo Tercero un gato gris y de ojos verdes, torpe y travieso, a veces llegando a desesperar a Aeris, tiene predilección por los juegos de Xbox, consola que odia Aeris. Su estupidez es suplida con algunos momentos en los que Leo muestra signos de inteligencia o al menos sentido común. Las parodias que realiza tienen que ver con personajes masculinos, entre ellos: Mario al Jefe Maestro o a Cloud Strife de Final Fantasy VII. Una vez desapareció por dos tiras, dado que Aeris logró modificar el pasado, haciendo que la existencia de Leo en el futuro fuera imposible. Aunque Aeris lo odia, Leo sí se preocupa por ella, como en la tira 278.

### Aeris
Gata de color rosa y ojos azules, de temperamento explosivo y poco paciente, más seria que Leo, que detesta los videojuegos de Xbox. Su nombre viene de un personaje de Final Fantasy VII. Las parodias que ella realiza tienen que ver con personajes femeninos, interpretando entre ellos a: Samus Aran, Cortana, la propia Aeris y raramente a Luigi (en la tira 176). Aunque hay momentos en los que demuestra odiar a Leo, en general ambos se llevan bien, de hecho Aeris parece sentir algo más que amistad por él, tal y como se muestra en la tira en la que los dos se conocen por primera vez. Una vez hizo que Leo desapareciera por dos tiras tras modificar el pasado, haciendo que la existencia de Leo en el "futuro" fuera imposible.

### Pantsman
Trabajo alterno de Scott, quien menciona es una de las causas de que no actualice tan frecuentemente, normalmente se le ve respondiendo a los seguidores del sitio web y acompañando a los demás personajes. Es retratado como un superhéroe incompetente, cuyo nombre viene del hecho que usa como antifaz un par de pantalones cortos (pants), mientras que de bufanda usa un par de pantalones vaqueros.

## Otras historietas
Vgcats.com también tiene dos historietas especiales: Adventure Log que hace referencia a Final Fantasy XI y Super effective, historieta sobre los videojuegos de Pokémon.